# Belgium az 1964. évi nyári olimpiai játékokon
Belgium a japán Tokióban megrendezett 1964. évi nyári olimpiai játékok egyik részt vevő nemzete volt. Az országot az olimpián 13 sportágban 61 sportoló képviselte, akik összesen 3 érmet szereztek.

## Érmesek
| Érem  | Versenyző        | Sportág      | Versenyszám           |
| ----- | ---------------- | ------------ | --------------------- |
| Arany | Gaston Roelants  | Atlétika     | Férfi 3000 m akadály  |
| Arany | Patrick Sercu    | Kerékpározás | Férfi egyéni időfutam |
| Bronz | Walter Godefroot | Kerékpározás | Férfi mezőnyverseny   |

## Atlétika
Férfi
| Versenyző              | Versenyszám    | Előfutam | Előfutam | Előfutam | Negyeddöntő | Negyeddöntő | Negyeddöntő | Elődöntő | Elődöntő | Elődöntő | Döntő   | Döntő    |
| Versenyző              | Versenyszám    | Idő      | Hely.    | Össz.    | Idő         | Hely.       | Össz.       | Idő      | Hely.    | Össz.    | Idő     | Helyezés |
| ---------------------- | -------------- | -------- | -------- | -------- | ----------- | ----------- | ----------- | -------- | -------- | -------- | ------- | -------- |
| Jacques Pennewaert     | 400 m          | 47,7     | 8.       | 33.      | kiesett     | kiesett     | kiesett     | kiesett  | kiesett  | kiesett  | kiesett | kiesett  |
| Jacques Pennewaert     | 800 m          | 1:49,2   | 3.       | 10.      |             |             |             | 1:47,0   | 3.       | 6.       | 1:50,5  | 8.       |
| Jozef Lambrechts       | 800 m          | 1:48,9   | 4.       | 4.**     |             |             |             | 1:52,8   | 8.       | 24.      | kiesett | kiesett  |
| Paul Roekaerts         | 800 m          | 1:50,9   | 6.       | 27.      |             |             |             | kiesett  | kiesett  | kiesett  | kiesett | kiesett  |
| Eugène Allonsius       | 1500 m         | 3:43,3   | 4.       | 4.       |             |             |             | 3:41,9   | 6.       | 11.      | kiesett | kiesett  |
| Eugène Allonsius       | 5000 m         | 13:55,0  | 6.       | 9.       |             |             |             |          |          |          | kiesett | kiesett  |
| Henri Clerckx          | 5000 m         | 14:40,0  | 10.      | 40.      |             |             |             |          |          |          | kiesett | kiesett  |
| Henri Clerckx          | 10 000 m       |          |          |          |             |             |             |          |          |          | 29:29,6 | 12.      |
| Léopold Marien         | 110 m gát      | 14,93    | 4.       | 28.*     |             |             |             | kiesett  | kiesett  | kiesett  | kiesett | kiesett  |
| Wilfried Geeroms       | 400 m gát      | 51,24    | 1.       | 7.       |             |             |             | 51,00    | 4.       | 10.      | 51,4    | 8.       |
| Gaston Roelants        | 3000 m akadály | 8:33,8   | 2.       | 3.       |             |             |             |          |          |          | 8:30,8  |          |
| Aurèle Vandendriessche | Maraton        |          |          |          |             |             |             |          |          |          | 2:18:42 | 7.       |

| Versenyző      | Versenyszám | Selejtező | Selejtező | Döntő    | Döntő    |
| Versenyző      | Versenyszám | Eredmény  | Helyezés  | Eredmény | Helyezés |
| -------------- | ----------- | --------- | --------- | -------- | -------- |
| Paul Coppejans | Rúdugrás    | 420 cm    | 27.       | kiesett  | kiesett  |

* - egy másik versenyzővel azonos időt ért el

** - három másik versenyzővel azonos időt ért el

## Birkózás
Kötöttfogású
| Versenyző       | Versenyszám | 1. forduló                    | 2. forduló                              | 3. forduló                          | 4. forduló                  | 5. forduló        | Döntő             | Helyezés    |
| Versenyző       | Versenyszám | Ellenfél Eredmény             | Ellenfél Eredmény                       | Ellenfél Eredmény                   | Ellenfél Eredmény           | Ellenfél Eredmény | Ellenfél Eredmény | Helyezés    |
| --------------- | ----------- | ----------------------------- | --------------------------------------- | ----------------------------------- | --------------------------- | ----------------- | ----------------- | ----------- |
| Maurice Mewis   | 52 kg       | Ahmad Khoshoi (IRI) · 1-3     | Sin Szangsik (Sin Sang-Sik) (KOR) · 1-3 | Burhan Bozkurt (TUR) · 1-3          | Hanahara Cutomu (JPN) · 3-1 |                   | kiesett           | 4.          |
| Joseph Mewis    | 63 kg       | Bandu Patil (IND) · kétvállas | Mario Tovar (MEX) · visszalépett        | Kazimierz Macioch (POL) · 3-1       | Roman Rurua (URS) · 3-1     | kiesett           | kiesett           | 6.          |
| Albert Michiels | 78 kg       | René Schiermeyer (FRA) · 2-2  | Bolesław Dubicki (POL) · 3-1            | Russell Camilleri (USA) · kétvállas | kiesett                     | kiesett           | kiesett           | helyezetlen |

## Evezés
| Versenyző                           | Versenyszám  | Előfutam | Előfutam | Vigaszág | Vigaszág | Döntő | Döntő   | Döntő | Helyezés |
| Versenyző                           | Versenyszám  | Idő      | Hely.    | Idő      | Hely.    | Típus | Idő     | Hely. | Helyezés |
| ----------------------------------- | ------------ | -------- | -------- | -------- | -------- | ----- | ------- | ----- | -------- |
| Michel De Meulemeester Gérard Higny | Kétpárevezős | 6:45,69  | 2.       | 6:49,28  | 2.       | B     | 6:49,70 | 3.    | 9.       |

## Gyeplabda
| Belga férfi gyeplabdacsapat-játékoskeret | Belga férfi gyeplabdacsapat-játékoskeret                                                                                                  |
| --- | --- |
| - Michel Berger - Yves Bernaert - Eric Van Beuren - Jean-Marie Buisset - Jean-Louis le Clerc - Franz Lorette - Guy Miserque - Daniel Moussiaux | - André Muschs - Michel Muschs - Claude Ravinet - Freddy Rens - Jacques Rémy - Jean-Louis Roersch - Jacques Vanderstappen - Guy Verhoeven |

### Eredmények
Csoportkör
B csoport
| Csapat                      | M | Gy | D | V | G+ | G– | Gk  | P  |
| --------------------------- | - | -- | - | - | -- | -- | --- | -- |
| India (IND)                 | 7 | 5  | 2 | 0 | 18 | 4  | +14 | 12 |
| Spanyolország (ESP)         | 7 | 4  | 3 | 0 | 16 | 3  | +13 | 11 |
| Hollandia (NED)             | 7 | 4  | 1 | 2 | 20 | 4  | +16 | 9  |
| Egyesült Német Csapat (EUA) | 7 | 2  | 5 | 0 | 9  | 4  | +5  | 9  |
| Malajzia (MAS)              | 7 | 2  | 2 | 3 | 11 | 13 | –2  | 6  |
| Belgium (BEL)               | 7 | 2  | 2 | 3 | 10 | 13 | –3  | 6  |
| Kanada (CAN)                | 7 | 1  | 0 | 6 | 5  | 25 | –20 | 2  |
| Hongkong (HKG)              | 7 | 0  | 1 | 6 | 3  | 26 | –23 | 1  |

| 1964. október 11. 14:15 | India (IND)             | 2 – 0   | Belgium (BEL) |  |
| 1964. október 11. 14:15 | Prithipal Singh Kaushik | (0 – 0) |               |  |

| 1964. október 12. 11:40 | Belgium (BEL)     | 2 – 0   | Hongkong (HKG) |  |
| 1964. október 12. 11:40 | Bernaert Miserque | (2 – 0) |                |  |

| 1964. október 14. 11:40 | Belgium (BEL)              | 3 – 3   | Malajzia (MAS)           |  |
| 1964. október 14. 11:40 | Miserque Ravinet A. Muschs | (1 – 1) | Paramalingam 2 Hock Seng |  |

| 1964. október 15. 10:00 | Hollandia (NED)     | 4 – 0   | Belgium (BEL) |  |
| 1964. október 15. 10:00 | Zweerts 3 Terlingen | (1 – 0) |               |  |

| 1964. október 17. 10:00 | Belgium (BEL)        | 5 – 1   | Kanada (CAN) |  |
| 1964. október 17. 10:00 | A. Muschs 3 Beuren 2 | (1 – 1) | Warren       |  |

| 1964. október 18. 11:40 | Egyesült Német Csapat (EUA) | 0 – 0 | Belgium (BEL) |  |
| 1964. október 18. 11:40 | (0 – 0)                     |       |               |  |

| 1964. október 19. 10:00 | Spanyolország (ESP) | 3 – 0   | Belgium (BEL) |  |
| 1964. október 19. 10:00 | F. Amat 3           | (2 – 0) |               |  |

| Csapat        | Helyezés |
| ------------- | -------- |
| Belgium (BEL) | 10.      |

## Kajak-kenu
Férfi
| Versenyző                     | Versenyszám         | Előfutam | Előfutam | Vigaszág | Vigaszág | Elődöntő | Elődöntő | Döntő   | Döntő    |
| Versenyző                     | Versenyszám         | Idő      | Hely.    | Idő      | Hely.    | Idő      | Hely.    | Idő     | Helyezés |
| ----------------------------- | ------------------- | -------- | -------- | -------- | -------- | -------- | -------- | ------- | -------- |
| René Roels Hendrik Verbrugghe | Kajak kettes 1000 m | 3:50,07  | 5.       | 3:57,27  | 3.       | 3:53,66  | 4.       | kiesett | kiesett  |

## Kerékpározás

### Országúti kerékpározás
| Versenyző                                                                    | Versenyszám     | Idő                   | Helyezés |
| ---------------------------------------------------------------------------- | --------------- | --------------------- | -------- |
| Jozef Boons                                                                  | Mezőnyverseny   | 4:39:51,76 (+0:00,13) | 38.      |
| Walter Godefroot                                                             | Mezőnyverseny   | 4:39:51,74 (+0:00,11) |          |
| Eddy Merckx                                                                  | Mezőnyverseny   | 4:39:51,74 (+0:00,11) | 12.      |
| Roger Swerts                                                                 | Mezőnyverseny   | 4:39:51,74 (+0:00,11) | 18.      |
| Roland De Neve Roland Van De Rijse Leopold Heuvelmans Albert Van Vlierberghe | Csapat időfutam | 2:32:54,40 (+6:23,21) | 13.      |

### Pálya-kerékpározás
Sprintverseny
| Versenyző     | Versenyszám  | 1. forduló                                            | 1. forduló | Vigaszág selejtező   | Vigaszág selejtező | Vigaszág döntő       | Vigaszág döntő | Nyolcaddöntő                                       | Nyolcaddöntő | Vigaszág selejtező     | Vigaszág selejtező | Vigaszág döntő       | Vigaszág döntő | Negyeddöntő                              | Elődöntő             | Döntő                | Helyezés |
| Versenyző     | Versenyszám  | Ellenfelek Győztes idő                                | Hely.      | Ellenfél Győztes idő | Hely.              | Ellenfél Győztes idő | Hely.          | Ellenfelek Győztes idő                             | Hely.        | Ellenfelek Győztes idő | Hely.              | Ellenfél Győztes idő | Hely.          | Ellenfél Győztes idő                     | Ellenfél Győztes idő | Ellenfél Győztes idő | Helyezés |
| ------------- | ------------ | ----------------------------------------------------- | ---------- | -------------------- | ------------------ | -------------------- | -------------- | -------------------------------------------------- | ------------ | ---------------------- | ------------------ | -------------------- | -------------- | ---------------------------------------- | -------------------- | -------------------- | -------- |
| Patrick Sercu | Férfi egyéni | Oscar García (ARG) · Amar Singh Billing (IND) · 11,67 | 1.         |                      |                    |                      |                | Thomas Harrison (AUS) · Roger Gibbon (TRI) · 11,43 | 1.           |                        |                    |                      |                | Giovanni Pettenella (ITA) · 12,03, 11,57 | kiesett              | kiesett              | 5.       |

Időfutam
| Versenyző     | Versenyszám  | Idő     | Helyezés |
| ------------- | ------------ | ------- | -------- |
| Patrick Sercu | Férfi egyéni | 1:09,59 |          |

Üldözőversenyek
| Versenyző                                                                    | Versenyszám  | Selejtező                                                                                    | Selejtező | Selejtező | Negyeddöntő  | Negyeddöntő | Negyeddöntő | Elődöntő     | Elődöntő  | Elődöntő | Döntő        | Döntő     | Helyezés    |
| Versenyző                                                                    | Versenyszám  | Ellenfél Idő                                                                                 | Saját idő | Hely.     | Ellenfél Idő | Saját idő   | Hely.       | Ellenfél Idő | Saját idő | Hely.    | Ellenfél Idő | Saját idő | Helyezés    |
| ---------------------------------------------------------------------------- | ------------ | -------------------------------------------------------------------------------------------- | --------- | --------- | ------------ | ----------- | ----------- | ------------ | --------- | -------- | ------------ | --------- | ----------- |
| Herman Van Loo                                                               | Férfi egyéni | Richard Hine (AUS) · 5:16,55                                                                 | 5:07,22   | 1.        | kiesett      | kiesett     | kiesett     | kiesett      | kiesett   | kiesett  | kiesett      | kiesett   | helyezetlen |
| Leopold Heuvelmans Roland De Neve Roland Van De Rijse Albert Van Vlierberghe | Férfi csapat | Egyesült Államok (USA) · Butch Martin · Donald Nelsen · Arnold Uhrlass · Hans Wolf · 5:01,41 | 5:04,25   | 2.        | kiesett      | kiesett     | kiesett     | kiesett      | kiesett   | kiesett  | kiesett      | kiesett   | helyezetlen |

## Sportlövészet
Férfi
| Versenyző       | Versenyszám           | Pont | Helyezés |
| --------------- | --------------------- | ---- | -------- |
| Frans Lafortune | Sportpuska, fekvő     | 586  | 42.      |
| Frans Lafortune | Sportpuska, összetett | 1126 | 26.      |

## Súlyemelés
| Versenyző    | Versenyszám | Nyomás   | Nyomás   | Szakítás | Szakítás | Lökés    | Lökés    | Összesen | Helyezés |
| Versenyző    | Versenyszám | Eredmény | Helyezés | Eredmény | Helyezés | Eredmény | Helyezés | Összesen | Helyezés |
| ------------ | ----------- | -------- | -------- | -------- | -------- | -------- | -------- | -------- | -------- |
| Serge Reding | +90 kg      | 167,5    | 6.       | 130,0    | 13.      | 180,0    | 12.      | 477,5    | 10.      |

## Torna
Női
| Versenyző           | Versenyszám      | Selejtező | Selejtező | Döntő    | Döntő    |
| Versenyző           | Versenyszám      | Pontszám  | Helyezés  | Pontszám | Helyezés |
| ------------------- | ---------------- | --------- | --------- | -------- | -------- |
| Veronica Grymonprez | Talaj            | 18,366    | 43.       | kiesett  | kiesett  |
| Veronica Grymonprez | Ugrás            | 18,566    | 35.       | kiesett  | kiesett  |
| Veronica Grymonprez | Felemás korlát   | 18,066    | 53.       | kiesett  | kiesett  |
| Veronica Grymonprez | Gerenda          | 18,266    | 49.       | kiesett  | kiesett  |
| Veronica Grymonprez | Egyéni összetett |           |           | 73,264   | 45.      |

## Úszás
Férfi
| Versenyző        | Versenyszám | Előfutam | Előfutam | Előfutam | Elődöntő | Elődöntő | Elődöntő | Döntő   | Döntő    |
| Versenyző        | Versenyszám | Idő      | Hely.    | Össz.    | Idő      | Hely.    | Össz.    | Idő     | Helyezés |
| ---------------- | ----------- | -------- | -------- | -------- | -------- | -------- | -------- | ------- | -------- |
| François Simons  | 100 m gyors | 56,8     | 5.       | 36.**    | kiesett  | kiesett  | kiesett  | kiesett | kiesett  |
| Herman Verbauwen | 200 m hát   | 2:24,9   | 6.       | 26.*     | kiesett  | kiesett  | kiesett  | kiesett | kiesett  |

* - egy másik versenyzővel/váltóval azonos időt ért el

** - hat másik versenyzővel azonos időt ért el

## Vitorlázás
Nyílt
| Versenyző   | Versenyszám | Futam | Futam | Futam | Futam | Futam | Futam | Futam | Pontszám | Helyezés |
| Versenyző   | Versenyszám | 1     | 2     | 3     | 4     | 5     | 6     | 7     | Pontszám | Helyezés |
| ----------- | ----------- | ----- | ----- | ----- | ----- | ----- | ----- | ----- | -------- | -------- |
| André Nelis | Finn dingi  | (258) | 473   | 774   | 1318  | 540   | 716   | 389   | 4210     | 10.      |

## Vívás
Férfi
| Versenyző              | Versenyszám       | Csoportkör | Csoportkör | Csoportkör        | Csoportkör | Elődöntő          | Elődöntő          | Elődöntő          | Döntő             | Helyezés    |
| Versenyző              | Versenyszám       | 1. kör | 1. kör     | 2. kör            | 2. kör     | 3. kör            | 4. kör            | 5. kör            | Döntő             | Helyezés    |
| Versenyző              | Versenyszám       | Ellenfél Eredmény | Hely.      | Ellenfél Eredmény | Hely.      | Ellenfél Eredmény | Ellenfél Eredmény | Ellenfél Eredmény | Ellenfél Eredmény | Helyezés    |
| ---------------------- | ----------------- | --- | ---------- | ----------------- | ---------- | ----------------- | ----------------- | ----------------- | ----------------- | ----------- |
| René Van Den Driessche | Párbajtőr, egyéni | B. csoport · Hrihorij Krissz (URS) · 2-5 · Paul Gnaier (EUA) · 4-5 · Hassan El-Said (LIB) · 2-5 · Ókava Heizaburó (JPN) · 2-5 · Yves Dreyfus (FRA) · 5-3 · Trần Văn Xuan (VIE) · 5-0 · Michael Ryan (IRL) · 5-1 · Rájátszás: · Ókava Heizaburó (JPN) · 1-5 | 6.         | kiesett           | kiesett    | kiesett           | kiesett           | kiesett           | kiesett           | helyezetlen |
| Yves Brasseur          | Kard, egyéni      | G. csoport · Kovács Attila (HUN) · 2-5 · Claude Arabo (FRA) · 2-5 · Ralph Cooperman (GBR) · 3-5 · Enrique Penabella (CUB) · 4-5 · Alexander Martonffy (AUS) · 5-3 · Juan Carlos Frecia (ARG) · 5-1 · Rájátszás: · Enrique Penabella (CUB) · 4-5            | 5.         | kiesett           | kiesett    | kiesett           | kiesett           |                   | kiesett           | helyezetlen |

## Vízilabda
| Belga férfi vízilabdacsapat-játékoskeret                                                    | Belga férfi vízilabdacsapat-játékoskeret                                                |
| ------------------------------------------------------------------------------------------- | --------------------------------------------------------------------------------------- |
| - Jacques Caufrier - Bruno De Hesselle - Karel De Vis - Roger De Wilde - Frank D'Osterlinck | - Nicolas Dumont - André Laurent - Léon Pickers - Joseph Stappers - Johan Van Den Steen |

### Eredmények
Csoportkör
D csoport
| Csapat                          | M | Gy | D | V | G+ | G– | Gk  | P |
| ------------------------------- | - | -- | - | - | -- | -- | --- | - |
| Magyarország (HUN)              | 2 | 2  | 0 | 0 | 16 | 1  | +15 | 4 |
| Belgium (BEL)                   | 2 | 1  | 0 | 1 | 8  | 10 | –2  | 2 |
| Egyesült Arab Köztársaság (RAU) | 2 | 0  | 0 | 2 | 6  | 19 | –13 | 0 |

| 1964. október 12. 11:10 | Magyarország (HUN)   | 5 – 0 | Belgium (BEL) |  |
| 1964. október 12. 11:10 | (0–0, 2–0, 3–0, 0–0) |       |               |  |
| 1964. október 12. 11:10 | öt játékos 1         |       |               |  |

| 1964. október 13. 16:30 | Egyesült Arab Köztársaság (RAU) | 5 – 8 | Belgium (BEL) |  |
| 1964. október 13. 16:30 | (1–2, 3–3, 1–2, 0–1)            |       |               |  |
| 1964. október 13. 16:30 | Abdel Rahman 2                  |       | Dumont 4      |  |

Középdöntő
C/D csoport
A táblázat tartalmazza a D csoportban lejátszott Magyarország – Belgium 5–0-s eredményt.
| Csapat             | M | Gy | D | V | G+ | G– | Gk  | P |
| ------------------ | - | -- | - | - | -- | -- | --- | - |
| Jugoszlávia (YUG)  | 3 | 2  | 1 | 0 | 17 | 8  | +9  | 5 |
| Magyarország (HUN) | 3 | 2  | 1 | 0 | 15 | 9  | +6  | 5 |
| Hollandia (NED)    | 3 | 1  | 0 | 2 | 14 | 18 | –4  | 2 |
| Belgium (BEL)      | 3 | 0  | 0 | 3 | 7  | 18 | –11 | 0 |

| 1964. október 14. 13:00 | Jugoszlávia (YUG)    | 6 – 2 | Belgium (BEL)          |  |
| 1964. október 14. 13:00 | (2–0, 2–1, 1–0, 1–1) |       |                        |  |
| 1964. október 14. 13:00 | Stanišić 2           |       | D'Osterlinck, Dumont 1 |  |

| 1964. október 15. 15:20 | Hollandia (NED)      | 7 – 5 | Belgium (BEL) |  |
| 1964. október 15. 15:20 | (3–2, 2–1, 0–1, 2–1) |       |               |  |
| 1964. október 15. 15:20 | der Voet 3           |       | Pickers 2     |  |

5–8. helyért
| 1964. október 17. 15:20 | Egyesült Német Csapat (EUA) | 5 – 3 | Belgium (BEL) |  |
| 1964. október 17. 15:20 | (0–1, 1–1, 1–1, 3–0)        |       |               |  |
| 1964. október 17. 15:20 | J. Thiel 3                  |       | De Wilde 2    |  |

| 1964. október 18. 13:50 | Románia (ROU)        | 3 – 5 | Belgium (BEL) |  |
| 1964. október 18. 13:50 | (0–1, 1–1, 0–1, 2–2) |       |               |  |
| 1964. október 18. 13:50 | három játékos 1      |       | Dumont 2      |  |

A táblázat tartalmazza a középdöntőben lejátszott Hollandia – Belgium 7–5-ös eredményt.
| Csapat                      | M | Gy | D | V | G+ | G– | Gk | P |
| --------------------------- | - | -- | - | - | -- | -- | -- | - |
| Románia (ROU)               | 3 | 2  | 0 | 1 | 14 | 10 | +4 | 4 |
| Egyesült Német Csapat (EUA) | 3 | 2  | 0 | 1 | 14 | 12 | +2 | 4 |
| Belgium (BEL)               | 3 | 1  | 0 | 2 | 13 | 15 | –2 | 2 |
| Hollandia (NED)             | 3 | 1  | 0 | 2 | 12 | 16 | –4 | 2 |

| Csapat        | Helyezés |
| ------------- | -------- |
| Belgium (BEL) | 7.       |